# Mar Alicante
El Club Balonmano Mar Alicante és un equip d'handbol femení, el més important de la ciutat d'Alacant (l'Alacantí). Juga en la Divisió d'Honor de la Lliga espanyola d'handbol femení. tot contribuint als èxits que darrerament han obtès els equips valencians en aquest esport. Està presidit per José Antonio Navarro. La seua equipació és conformada per una samarreta blava i un pantaló negre. A més a més, manté una relació de filiació amb el Torrellano. En casa, juga els seus partits al Pavelló Pitiu Rochel d'Alacant.

## Història
Alacant sempre ha estat una ciutat amb gran tradició balonmanística (amb un històric europeu com el Club Handbol Calpisa), si bé l'handbol femení comença a guanyar protagonisme en els anys 1990. És a través de diversos col·legis d'educació que després d'unir-se decideixen formar el Club Handbol Unió Alacantina que en un primer moment va estar entrenat per Salvador Crespo i que va ser canviant de nom fins que en 1996 es va passar a anomenar Club Handbol Mar Alacant.
El 17 d'abril de 2011 el club va aconseguir un fet històric a nivell europeu en ficar-se en la final de la Recopa d'Europa per primera vegada en la seva història en guanyar al Lugi Lund de Suècia. Anteriorment va eliminar el Zaglebi Lublin de Polònia, al FIF Copenhage de Dinamarca i el Rostov Don de Rússia. Aquesta final la van perdre contra el FTC-Rail Cargo d'Hongria el 15 de maig de 2011 culminant així,el millor any de la història del club. En 2014 abandonà la divisió d'honor per manca de pressupost.

## Honors
- Copa ABF: 1
  - Guanyador: 2010–11
- Copa EHF femenina: 0
  - Finalista: 2011
- Copa de la Reina: 0
  - Finalista: 2010
- Supercopa d'Espanya: 0
  - Finalista: 2010

## Temporada a temporada
| Temporada | Voltes | Divisió          | Pos.      | Notes      |
| --------- | ------ | ---------------- | --------- | ---------- |
| 1996–97   | 2      | Primera Nacional | 1st / 1st | Promociona |
| 1997–98   | 1      | Divisió d'Honor  | 11è / 2n  |            |
| 1998–99   | 1      | Divisió d'Honor  | 2n / 6è   |            |
| 1999–00   | 1      | Divisió d'Honor  | 5è / 7è   | Relegat    |
| 2000–01   | 2      | Primera Nacional | 1r / 1r   | Promociona |
| 2001–02   | 1      | Divisió d'Honor  | 5è / 5è   |            |
| 2002–03   | 1      | Divisió d'Honor  | 11è       |            |
| 2003–04   | 1      | Divisió d'Honor  | 7è        |            |
| 2004–05   | 1      | Divisió d'Honor  | 7è        |            |
| 2005–06   | 1      | Divisió d'Honor  | 6è        |            |

| Temprada | Voltes | Divisió             | Pos. | Notes   |
| -------- | ------ | ------------------- | ---- | ------- |
| 2006–07  | 1      | Divisió d'Honor     | 9è   |         |
| 2007–08  | 1      | Divisió d'Honor     | 6è   |         |
| 2008–09  | 1      | Divisió d'Honor     | 5è   |         |
| 2009–10  | 1      | Divisió d'Honor     | 4è   |         |
| 2010–11  | 1      | Divisió d'Honor     | 4è   |         |
| 2011–12  | 1      | Divisió d'Honor     | 5è   |         |
| 2012–13  | 1      | Divisió d'Honor     | 9è   |         |
| 2013–14  | 1      | Divisió d'Honor     | 11è  | Relegat |
| 2014–15  | 3      | 2a Divisió Nacional | 1r   |         |
| 2015–16  | 3      | 2a Divisió Nacional | 1r   |         |